# João Elias
João Elias (Cabinda, Angola, 12 de diciembre de 1973) es un exfutbolista de Ruanda nacido en Angola que jugaba en la posición de centrocampista.

## Carrera

### Club
| Periodo   | Club                 |
| --------- | -------------------- |
| 1992-1993 | K Beerschot VAC      |
| 1993-1994 | KV Courtrai          |
| 1994–1996 | AC Hemptinne-Eghezée |
| 1996–2003 | KV Mechelen          |
| 2003–2004 | KV Kortrijk          |
| 2005      | APR FC               |
| 2005–2006 | RRFC Montegnée       |
| 2006–2007 | OF Ierapetra FC      |
| 2007      | RAA Louviéroise      |
| 2007–2008 | RJS Bas-Oha          |

### Selección nacional
Aunque nación en Angola decidió representar a Ruanda luego de obtener la nacionalidad en 2003, selección con la que jugó en 11 ocasiones de 2003 a 2005 y anotó dos goles, uno de ellos fue en la derrota por 1-2 ante Túnez en Ciudad de Túnez el 24 de enero de 2004 por la Copa Africana de Naciones 2004. El otro gol lo anotó en la victoria por 3-0 ante Namibia en Kigali el 12 de octubre de 2003 por la Clasificación de CAF para la Copa Mundial de Fútbol de 2006.

## Logros
- Primera División de Ruanda (1): 2005
- Segunda División de Bélgica (2): 1999, 2002